# George Lyon
George Seymour Lyon (27. července 1858 Richmond (Ontario) – 11. května 1938 Toronto) byl kanadský golfista, olympijský vítěz z her 1904 v St. Louis.
Sloužil v armádě u Královniných střelců, po propuštění se živil jako pojišťovací agent. Byl všestranným sportovcem: vytvořil kanadský rekord ve skoku o tyči, osmkrát reprezentoval svoji zemi v kriketu, úspěšně hrál také fotbal, tenis, curling a ragby. Golfu se začal věnovat až ve věku 38 let, kanadské amatérské mistrovství vyhrál v letech 1898, 1900, 1903, 1905, 1906, 1907, 1912 a 1914, v roce 1906 byl finalistou United States Amateur Championship. Byl prvním kapitánem Lambton Golf and Country Clubu v Torontu, založeného roku 1902. Na olympiádě v roce 1904 překvapivě vyhrál soutěž 77 golfistů z USA, Kanady a Velké Británie, hranou vyřazovacím systémem na 36 jamek. Do dějin se zapsal nejen tím, že se stal olympijským vítězem v 46 letech, ale i tím, že si pro zlatou medaili přišel ve stoji o rukou. Jeho medaile se později ztratila.
K obhajobě na olympiádě 1908 nedošlo: britští hráči se nemohli mezi sebou dohodnout na pravidlech hry a nakonec se všichni z turnaje odhlásili. Lyon tak mohl získat zlatou medaili bez boje, ale prohlásil, že za takových okolností o ni nestojí. Golf poté vypadl z olympijského programu na dalších 112 let.
Lyon se stal desetinásobným mistrem Kanady v golfu mezi veterány a roku 1923 byl zvolen do čela Royal Canadian Golf Association. Posmrtně byl uveden v roce 1955 do Síně slávy kanadského sportu. V roce 2016 se objevil jako jedna z postav v historickém televizním seriálu Případy detektiva Murdocha.